# Magnus Dyrssen
Magnus (Manne) Peder Wilhelm Dyrssen (ur. 18 maja 1894 w Karlskronie, zm. 1 marca 1940 w rejonie Märkäjärvi) – szwedzki wojskowy (podpułkownik), dowódca 1 Batalionu Szwedzkiego Korpusu Ochotniczego podczas wojny zimowej 1939–1940.
W okresie międzywojennym służył w armii szwedzkiej, dochodząc do stopnia podpułkownika. Po agresji ZSRR na Finlandię wraz z ppłk. Vikingiem Tammem i ppłk. Carlem Augustem Ehrensvärdem współtworzył 4 grudnia 1940 r. w Sztokholmie Komitet Fiński, mający zapewnić Finom wsparcie w ich walce z Armią Czerwoną. Jednocześnie Komitet rozpoczął werbunek ochotników do Finlandii. Podpułkownik M. Dyrssen stanął na czele pierwszego oddziału ochotników, na bazie którego sformowano Szwedzki Korpus Ochotniczy. Po przybyciu do Finlandii ppłk M. Dyrssen objął dowództwo 1 Batalionu. Działania bojowe jednostki rozpoczęły się 28 lutego na północnym odcinku frontu w rejonie miasta Salla. Zginął 1 marca podczas nieprzyjacielskiego ostrzału artyleryjskiego w rejonie Märkäjärvi. 22 marca w miejscu jego śmierci odsłonięto tablicę pamiątkową.